# Nicky Wu
Nicholas "Nicky" Wu, más conocido como Nicky Wu (Wade-Giles: Wu Chʻi-lung, chino tradicional: 吳奇隆; 31 de octubre de 1970), es un cantante y actor taiwanés.

## Biografía
Es el segundo de dos hijos.
En diciembre de 2006 se casó con la actriz china Ma Yashu, sin embargo la pareja se divorció en 2009. 
El 20 de enero de 2015 se casó con la actriz Cecilia Liu.

## Carrera
Wu encontró la fama en 1988, uniéndose a la banda de chicos taiwaneses, Little Tigers Team, realizando con Alec Su y Julian Chen. Desde entonces, su carrera también se ha ampliado en el mundo del cine y de la televisión en Taiwán, Hong Kong y China continental.

## Filmografía[3][4]

### Películas
| Año  | Título                                    | Personaje               |
| ---- | ----------------------------------------- | ----------------------- |
| 2008 | Ticket (车票)                             |                         |
| 2007 | Change You (调包)                         |                         |
| 2007 | The Valiant Ones New (忠烈圖)             |                         |
| 2006 | A Battle of Wits (墨攻)                   | Zi Tuan (as Qi-Long Wu) |
| 2001 | First Story of Love (初戀的故事)          |                         |
| 2001 | Never Say Goodbye (有人說愛我)            |                         |
| 2000 | A Matter of Time (新賭國仇城)             |                         |
| 1999 | Deja-Vu (緣, 妙不可言)                    |                         |
| 1999 | My Heart Will Go On (我心不死)            |                         |
| 1999 | Boy Girl (好孩子)                         |                         |
| 1997 | Stand Behind the Yellow Line (生日多戀事) |                         |
| 1997 | The Kid vs The Cop (天生絕配)             |                         |
| 1997 | Jail in Burning Island (火燒島之橫行霸道) |                         |
| 1996 | Naughty Boys and Soldiers (狗蛋大兵)      |                         |
| 1996 | King of Comic (漫畫王)                    |                         |
| 1996 | Thunder Cops (新喋血雙雄)                 |                         |
| 1996 | Forever Friends (號角響起)                |                         |
| 1995 | Young Policemen in Love (新扎師兄追女仔)  |                         |
| 1995 | Remember M Remember E (那有一天不想你)    |                         |
| 1995 | Love in the Time of Twilight (花月佳期)   |                         |
| 1994 | The Lovers (梁祝)                         |                         |
| 1993 | In-Between (新同居時代)                   |                         |
| 1992 | To Miss With Love (逃學歪傳)              |                         |
| 1990 | Wandering Heroes (游俠兒)                 |                         |

### Televisión
| Año  | Título                                             | Personaje    |
| ---- | -------------------------------------------------- | ------------ |
| 2006 | "Da Ma Tou" (大碼頭)                               |              |
| 2006 | Legend of the Book's Tower (Feng Man Lou) (風滿樓) | Ao Xietian   |
| 2005 | "Li Hou Zhu Yu Zhao Kuang Yin" (李後主與趙匡胤)    |              |
| 2005 | "Jing Wei Tian Hai" (精衛填海)                     | (guest star) |
| 2004 | Iron-Fisted Drifer (鐵拳浪子)                      |              |
| 2004 | Six-Fingered Demon Lute (六指琴魔)                 | (guest star) |
| 2004 | Heroes on a Silk Road (絲路豪俠)                   |              |
| 2003 | Musketeers and Princess (名捕震關東)               |              |
| 2003 | Wesley (冒險王衛斯理)                              | 衛斯理       |
| 2002 | Pursuing Dreams (追夢)                             |              |
| 2002 | Treasure Raiders (蕭十一郎)                        | 蕭十一郎     |
| 2000 | Treasure Venture (俠女闖天關)                      |              |
| 1999 | At the Threshold of an Era (創世紀)                |              |
| 1999 | IT Files (IT檔案)                                  |              |
| 1990 | Little Hero, Dragon Whirlwind (小俠龍旋風)         |              |

### Programas de variedades
| Año              | Programa          | Notas                  |
| ---------------- | ----------------- | ---------------------- |
| 2021 - presente  | 追星星的人        | miembro                |
| 2013, 2015, 2016 | Happy Camp        | 4 episodios - invitado |
| 2015             | Hurry Up, Brother | episodio #2.05         |

## Discografía
| - 1988: Happy New Year - 1989: Leisurely Cruising - 1989: Boys Don't Cry - 1990: Red Dragonfly - 1990: Meeting of the Stars - 1991: Love - 1991: Goodbye - 1992: Best Dance Remix - 1993: The Stars Still Shine - 1994: Happy Forever - 1995: Feeling Helplessly Worried - 1996: Little Tigers 1995 Concert (live) | - 1992: Youth Chasing Wind - 1993: Pursuing Dreams - 1993: Suddenly Looking Back - 1994: Want to Find a Place - 1994: Fly Together - 1995: Insist - 1995: Lonely Star 119 - 1996: Thundering Storm compilation - 1996: Sing a Movie - 1997: Hero | - 1993: Waiting Day by Day - 1993: My Summer Dream - 1994: Love for a Future - 1994: Loving You - 1994: Strange and Deep New Songs compilation - 1996: Find Me - 1999: Warner's I Love Classics collection |